# Cacık

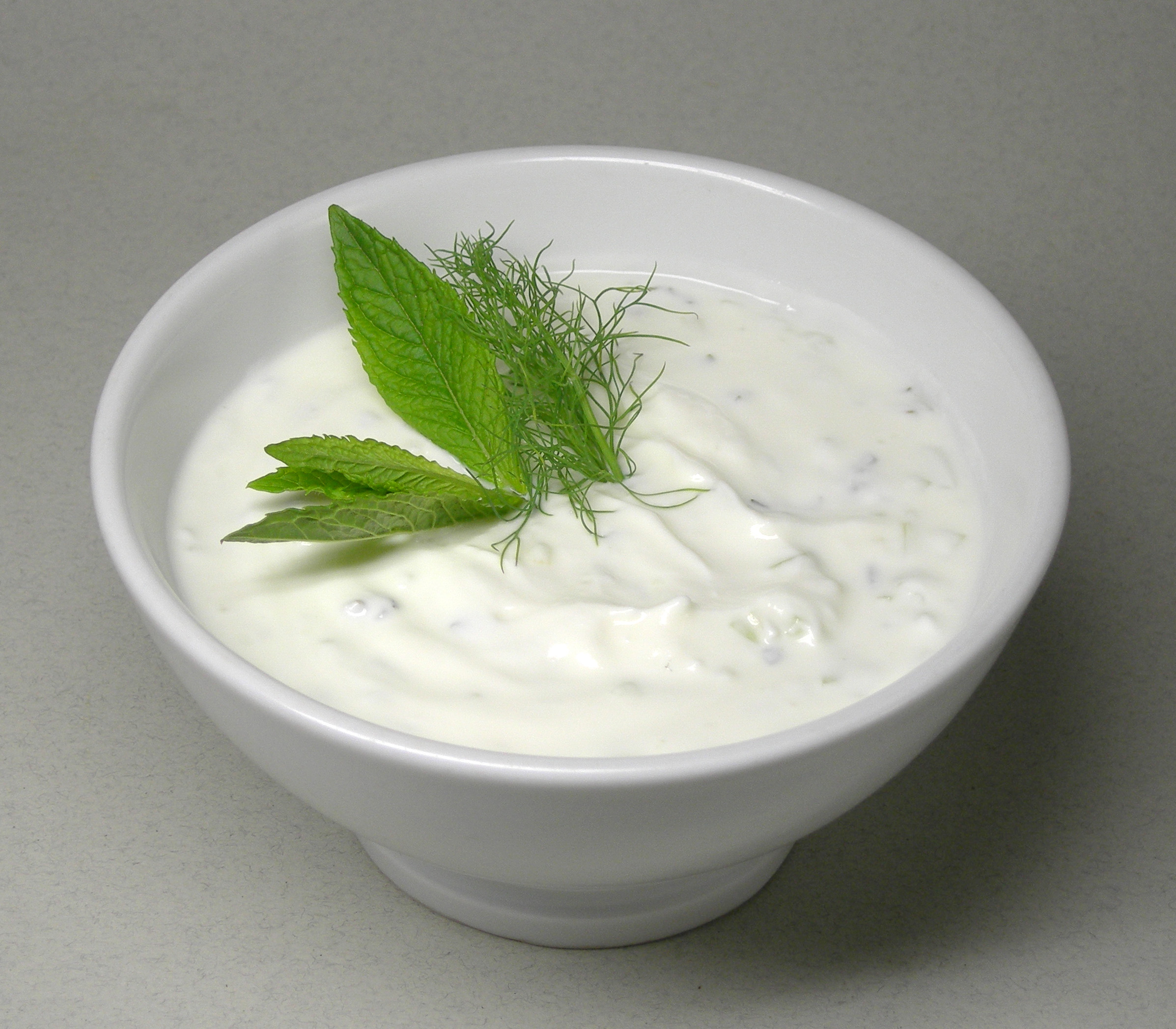
Cacık

Cacık [dʒaˈdʒɯk] ist eine Zubereitung der türkischen Küche aus Joghurt, Gurken und Knoblauch.
Zur Zubereitung werden stichfester Joghurt, Sahnejoghurt (Süzme Yoğurt, türkisch süzme bedeutet „abgefiltert, abgeseiht“, also entwässerter Joghurt ohne Molke) und feingehackte Gurke vermischt, mit gepresstem Knoblauch, Salz, Minze oder Dill (auch gemeinsam) gewürzt, und mit wenig Zitronensaft und Olivenöl abgerundet. Je nach Rezept und Verwendungszweck wird Cacık noch mit Wasser verdünnt. Als Garnitur dienen Pfefferminz- oder Dillblätter.
Cacık wird als Vorspeise serviert, als Sauce für Salate, Döner und Lahmacun verwendet oder zu Fladenbrot und Börek gereicht.
Ähnliche Rezepte sind bereits aus dem antiken Mesopotamien bekannt. Verwandt sind neben dem griechischen Tsatsiki noch das sehr ähnliche bulgarische Sneschanka (Снежанка), das albanische Taratoi, das persische Mast o khiar und das indische Kheere ka Raita (Raita mit Gurken).